# Fiemmeïta
La fiemmeïta és un mineral de la classe dels minerals orgànics. Rep el nom per la vall de Fiemme, a Itàlia, on es troba la localitat tipus per a aquesta espècie.

## Característiques
La fiemmeïta és un oxalat de fórmula química Cu₂(C₂O₄)(OH)₂(H₂O)₂. Va ser aprovada com a espècie vàlida per l'Associació Mineralògica Internacional l'any 2018, sent publicada per primera vegada el mateix any. Cristal·litza en el sistema monoclínic.
L'exemplar que va servir per a determinar l'espècie, el que es coneix com a material tipus, es troba conservat a les col·leccions mineralògiques del MUSE, el Museo delle Scienze de Trento, a Itàlia, amb el número d'exemplar: 5249.

## Formació i jaciments
Va ser descoberta a Carano, dins la província de Trento (Trentino-Alto Adige, Itàlia), en boscos coalificats a l'arenisca del Permià superior impregnat per solucions mineralitzants que contenen Cu, U, As, Pb i Zn. Els anions oxalats s'han originat a partir de la diagènesi de les restes vegetals incloses en els gresos. Es tracta de l'únic indret de tot el planeta on ha estat descrita aquesta espècie mineral.